# 卢卡斯·尼尔森
卢卡斯·弗雷德里克·克里斯蒂安·尼尔森（丹麥語：Lukas Frederick Christian Nielsen，1885年12月23日—1964年9月29日），丹麦男子竞技体操运动员。他曾代表丹麦获得1912年夏季奥运会体操比赛男子团体自由式铜牌。他也参加了1908年夏季奥运会。